# Mangrove
Mangroven of mangel zijn boom- of struiksoorten die vaak een opvallend boven de grond of het water uitstekend wortelstelsel bezitten en die voorkomen in tropische kustgebieden en rivierdelta’s met getijdewerking. Met de term ‘mangrove’ wordt ook het (bos)gebied aangeduid waarin deze soorten voorkomen. Mangroven zijn zeer belangrijk voor de biodiversiteit, kustbescherming, vastlegging van koolstof, waterzuivering en toerisme, maar worden wereldwijd sterk bedreigd.

## Voorkomen en verspreiding

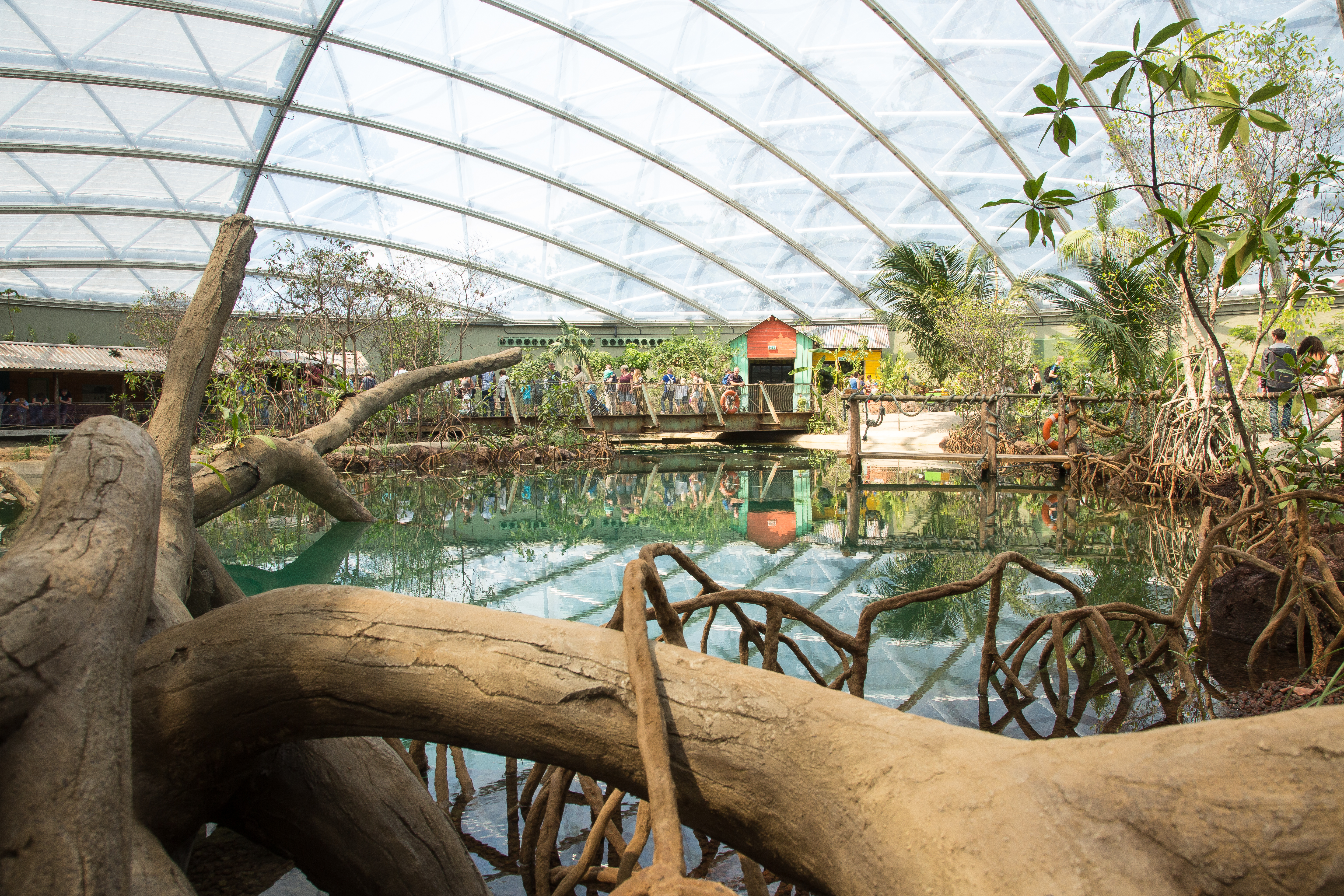
In dierentuin Burgers' Zoo is een mangrove nagebootst in de Mangrovehal

Mangroven komen uitsluitend voor in tropische kustgebieden en rivierdelta's met een getij. Hierdoor worden deze gebieden regelmatig overspoeld en is de bodem meestal zout. Mangrovebossen kunnen zich vestigen langs lage en vlakke tropische kusten met warm zeewater en een niet te sterke golfslag. Ze groeien vooral op zoute slikgronden, maar er zijn ook zoetwatermangroven.
Mangroven hebben een hoge biodiversiteit. Dankzij de beschutting is het vaak een kraamkamer voor vissen en vogels. In de mangrove komt een grote variatie aan plantensoorten voor. In taxonomische zin bestaan de “echte” mangroven uit ongeveer 54 soorten in 20 geslachten behorend tot 16 families. Deze soorten komen alleen voor in de mangrovehabitats en sporadisch op andere plekken.
De mangrove wordt door het WWF gezien als het 14e bioom. Het beslaat slechts 0,3% van het landoppervlak op aarde en is daarmee het kleinste landbioom.
Mangroven bestaan al sinds het Carboon. Dit is met zekerheid vastgesteld aan de hand van ontelbare fossiele resten uit dit tijdperk. Deze bevonden zich op het ’supercontinent’ Gondwanaland, dat zich in het Paleozoïcum op het zuidelijk halfrond uitstrekte. Hierin kwamen ontelbare soorten bomen, planten, insecten en andere dieren voor. Veel soorten die in het Perm zijn uitgestorven – door immense klimaatsprongen – wijzen eenduidig op het bestaan van zo'n "supermangrove" met veel riviertjes, meren en drooggevallen eilandjes.

## Anatomie en morfologie

Verschillende wortelstelsels van mangrove

De wortels van de mangrove houden zand en modder vast. In gebieden waar mangroven zijn gekapt, treedt vaak snelle erosie van de kustlijn op. Er zijn mangrovesoorten die dicht onder het grondoppervlak ver verspreide horizontale wortels vormen, waarop zogenaamde ademwortels staan. Dat zijn kegelvormige organen die boven de grond of het water uitsteken, waardoor bomen of struiken die in het water staan kunnen beschikken over lucht. Deze organen zijn bedekt met lenticellen, die nodig zijn voor gasuitwisseling, en hebben dwarse horizontale voedingswortels die ook aan de ademhaling bijdragen. Er zijn echter ook mangrovesoorten die geen ademwortels, maar luchtwortels vormen. Deze groeien vanuit de stam omlaag naar de bodem. Een voorbeeld hiervan zijn de wortels van de mangrovesoorten uit het geslacht Rhizophora. Die ontstaan uit de boomstam en groeien een stukje horizontaal om vervolgens naar de grond om te buigen. De stam komt zo op kromme stelten te staan. De stamvoet en de hoofdwortel van deze bomen sterven later af. De soorten uit het geslacht Bruguiera vormen knievormige ademwortels die veel lijken op de wortels van de soorten uit het geslacht Rhizophora, maar inwendig een andere bouw hebben.

## Vermeerdering

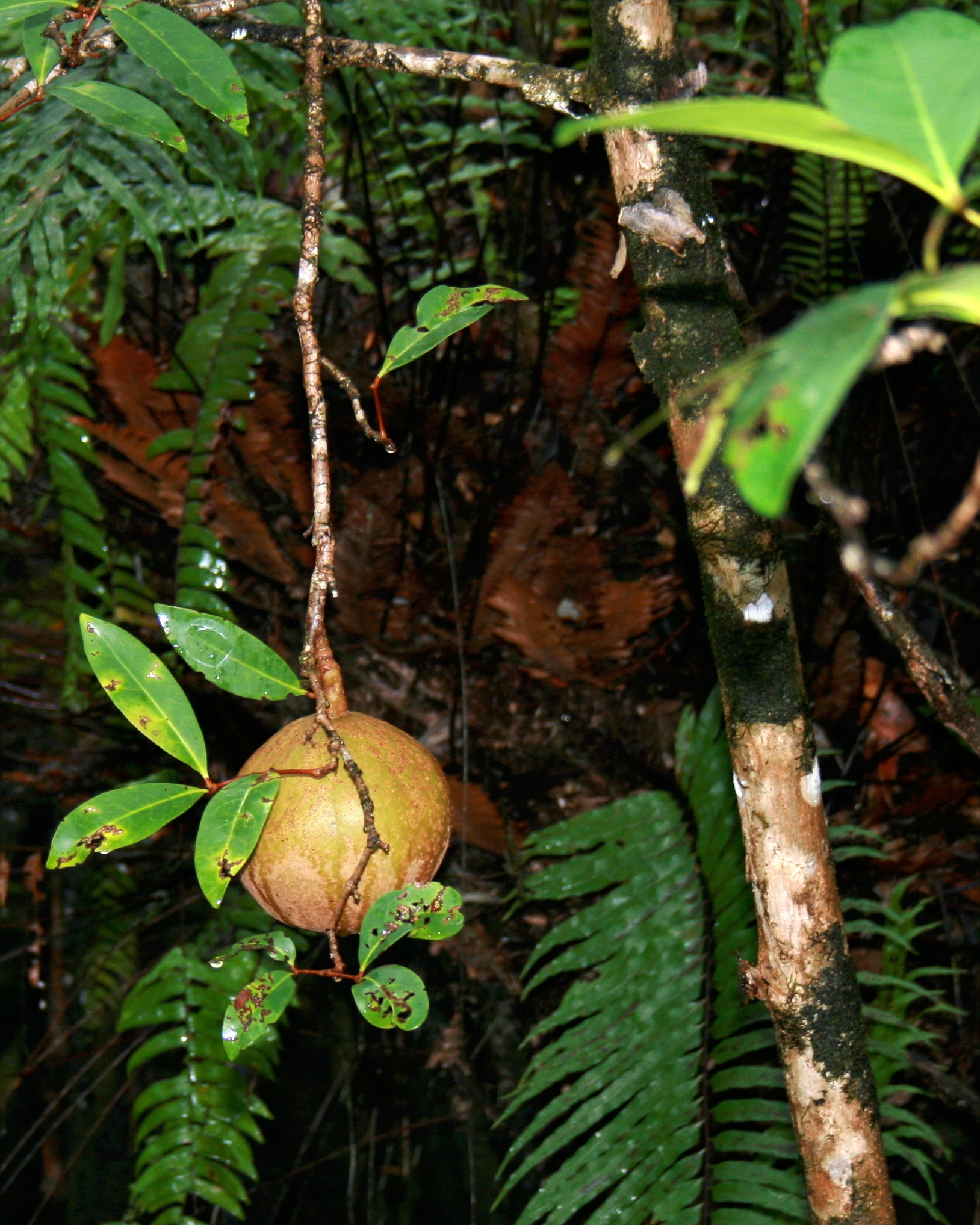
Xylocarpus granatum in een mangrovebos in de regio Daintree van Queensland, Australië

De mangroveboomsoorten uit de familie van de Rhizophoraceae zijn levendbarend (vivipaar). Dat wil zeggen dat de zaden al kiemen in de vrucht. Bij sommige soorten blijven de kiemplanten nog een poosje aan de moederboom vastzitten. Zij ontwikkelen een speervormige wortel die, wanneer de kiemplant van de boom valt, diep in de grond dringt. Bij andere soorten kiemt het zaad ook in de vrucht, maar ontwikkelt het zich zodanig dat de vrucht blijft drijven wanneer deze van de boom valt. Zo verspreidt de soort zich.

## Zonering
Het voorkomen van de verschillende mangrovesoorten wordt in het algemeen bepaald door de eigenschappen van de groeiplaats. Een belangrijke rol spelen: 1) de hoogte van het bodemoppervlak ten opzichte van het gemiddelde zeeniveau en de daarmee samenhangende variatie van het getij (frequentie en duur van eb en vloed, met als uitersten laagtij en hoogtij); 2) de mate van golfslag; 3) het zoutgehalte van het water (zeewater of brak water); 4) de samenstelling van de bodem (zand, slib, modder of klei). Aan de hand van deze vier factoren kunnen mangrovengebieden worden gezoneerd.
Mangroven komen voor in rivierdelta's en langs de kust. Mangrovesoorten kunnen worden ingedeeld op grond van de intergetijdenzone waar ze zich thuis voelen (laag, midden en hoog) en op grond van hun ligging in estuaria en rivierdelta's (stroomafwaarts, tussenliggend en stroomopwaarts). De bodem in de lage intergetijdenzone wordt alleen blootgesteld aan lucht bij het laagst voorkomende laagtij en is daarom voornamelijk marien van karakter. De bodem in de middelste intergetijdenzone wordt regelmatig blootgesteld aan lucht en overstroomt bij gemiddeld hoogtij. De hoge intergetijdenzone wordt alleen door water overspoeld tijdens het hoogste hoogtij (springtij) en is daarom voor het merendeel van de tijd terrestrisch van aard.
In mangrovengebieden langs de kust komen soorten voor die onder andere op een zandige ondergrond kunnen groeien en frequente en langdurige overstroming door zeewater en dus een hoog zoutgehalte verdragen. Deze zone wordt dagelijks beïnvloed door elk optredend hoogtij en is gevoelig voor erosie en langdurige blootstelling aan turbulente golfslag. In Zuidoost-Azië bestaat deze mangrovegordel over het algemeen uit een groep van Avicennia marina en Sonneratia alba aan de zeezijde met direct daarachter Rhizophora apiculata en R. stylosa. De stroomafwaartse, laaggelegen soorten in het intergetijdengebied van West-Afrika en Midden- en Zuid-Amerika zijn Rhizophora mangle aan de zeezijde van de mangrovegordel en Avicennia germinans aan de landwaartse kant, terwijl Laguncularia racemosa verder in het binnenland groeit, ver boven de vloedlijn. Weinig andere soorten worden hier aangetroffen in verband met hun lage weerstand tegen het hoge zoutgehalte en de sterke golfslag. De zeezijde van de mangrovegordel is dus relatief soortenarm.
Een grotere variatie aan soorten kan worden gevonden op hoger gelegen grond in de midden- tot landinwaartse delen van een mangrovegebied. Deze soorten groeien op een vastere bodem (modder of klei) en verdragen een minder frequente getijdeoverstroming. De landinwaartse zone wordt overstroomd tijdens het maximale hoogtij en valt meestal droog tijdens het laagtij. Deze zone is niet blootgesteld aan golfslag en kan zich enkele kilometers landinwaarts vanaf de kust uitstrekken. Enkele landinwaarts gelegen soorten in Zuidoost-Azië zijn Avicennia officinalis, A. rumphiana, Bruguiera gymnorhiza en Lumnitzera racemosa in kustgebieden met een hoog zoutgehalte en B. cylindrica, B. sexangula, Ceriops tagal, Heritiera littoralis, Sonneratia caseolaris en Xylocarpus granatum in tussenliggende tot stroomopwaartse brakwatergebieden. De 'Mangrove Palm' (Nypa fruticans) kan zelfs verder landinwaarts voorkomen, waar het brakwater overgaat in zoetwater.
Het zoutgehalte van mangrovebossen langs getijderivieren en kreken varieert met de verschillende seizoenen. Het neemt in de regentijd af door regenbuien en door toenemend debiet van rivieren. Het stijgt in de droge tijd door verdamping en afnemend debiet. Door zoetwateraanvoer vanuit het binnenland en de dagelijkse getijstromen komen grote hoeveelheden voedingsstoffen beschikbaar voor de mangroven. Deze influx van voedingstoffen en de afwezigheid van golven en stormen vormen perfecte groeiomstandigheden voor talrijke mangrovesoorten. Met ander woorden: de soortenrijkste mangrovebossen zijn te vinden langs getijderivieren.

## Belang van mangroven voor de mens
Mangroven zijn belangrijk voor de mens vanwege de grote verscheidenheid aan goederen en ecosysteemdiensten die ze bieden, waaronder het verstrekken van hout- en bosbijproducten, visproducten, ecotoerisme, waterzuivering, en hun rol bij het reguleren van diensten als kustbescherming en koolstofvastlegging.

### Visserij
Mangroven fungeren als leef- en kweekgebieden voor vele commercieel belangrijke vissoorten en andere mariene soorten en zijn daarom belangrijk voor de visserij. Mangroven leveren voedingsstoffen aan mariene organismen via de detritus-voedselkringloop. De dichte Rhizophora-wortels bieden, als toevluchtoord, bescherming aan jonge vissen en dienen als groeisubstraat voor schaaldieren en weekdieren, in het bijzonder oesters.
Ook de brakwaterpoelen in een mangrovegebied zijn het tehuis van geliefde vissoorten. In Suriname is dat bijvoorbeeld de blakatere, de kwiekwie en de platkopkwiekwie.

### Hout en plantaardige producten

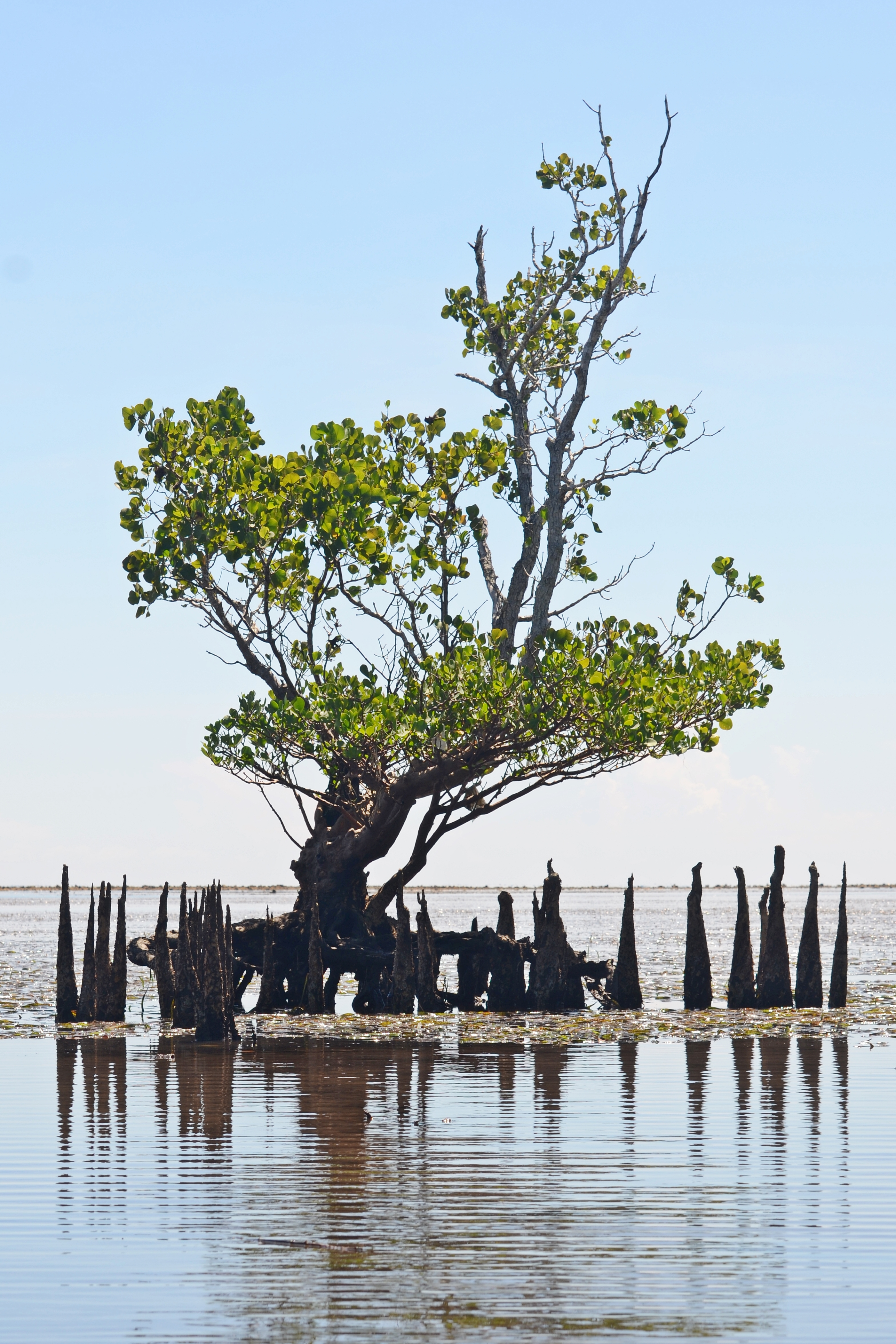
Sonneratia alba in de Bahowo Swamp, Manado, Noord-Sulawesi

Het hout van veel mangrovesoorten is sterk, duurzaam en rotbestendig en wordt door vele kustgemeenschappen gebruikt als bouwmateriaal en als brandhout. Commerciële houtkap vindt ook plaats in mangroven voor de productie van houtpulp, houtsnippers en houtskool. Met name de hardhoutsoorten uit de Rhizophora-, Bruguiera- en Ceriopsgenera worden gebruikt voor constructie- (voornamelijk palen voor huizenbouw) en brandhout. De Rhizophorasoorten zijn niet geschikt als timmerhout of voor het maken van meubels aangezien hun hout gemakkelijk splijt en vervormt. Mangrovesoorten uit de Heritiera- en Xylocarpusgenera produceren hout van hoge kwaliteit, maar komen vaak weinig voor en zijn moeilijk bereikbaar en daarom onaantrekkelijk voor de houtkap. Voor de productie van houtskool hebben Rhizophorasoorten de voorkeur boven Avicenniasoorten vanwege hun lagere vochtgehalte. De Avicenniasoorten hebben een laag soortelijk gewicht en daardoor een lage commerciële waarde, en worden voornamelijk gebruikt als brandhout. Van sommige mangrovesoorten wordt uit de bast looistof (tannine) voor visnetten gewonnen. De soort Poga oleosa (fam. Rhizophoraceae) heeft zaden die een kwalitatief zeer goede olie bevatten, vergelijkbaar met olijfolie. De Nypa fruticans biedt meerdere producten en wordt in Zuidoost-Azië gebruikt als dakbedekking, en voor de productie van suiker, alcohol en azijn.

### Kustbescherming
Mangroven beschermen kusten tegen stormvloeden tijdens stormen en orkanen, en tegen golfslag en overstromingen. De Avicennia- en Sonneratiasoorten houden met hun uitgebreide wortelnetwerk sedimenten vast die afkomstig zijn van zowel de kust als rivieroevers. Dit helpt de kustlijn te stabiliseren en erosie door golven en stormen te voorkomen. Door sedimenten vast te leggen beschermen de mangrovebossen ook aangrenzende ecosystemen als koraalriffen en zeegrasvelden tegen het bedekt worden met sediment.

### Koolstofvastlegging
Mangroven behoren tot de meest koolstofrijke bossen in de tropen en slaan zowel bovengronds als ondergronds koolstof op. Mangroven kunnen met hun wortels organisch sediment vasthouden en zo koolstof vastleggen. Mangrovebossen zijn in staat om vier keer zoveel koolstof op te slaan als andere tropische bossen. Koolstof wordt voornamelijk opgeslagen in de anaerobe, humusrijke bodemlaag die meer dan 50 cm onder het oppervlak ligt.

### Waterzuivering

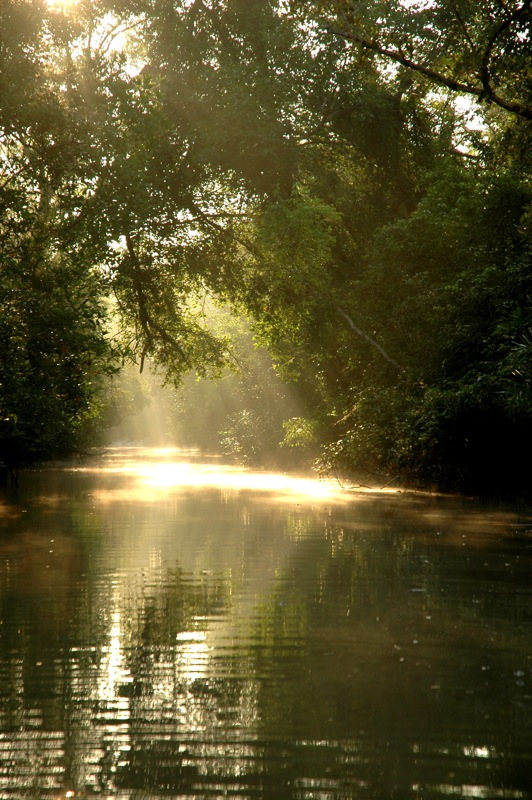
Sundarbans, Bangladesh

Mangroven verbeteren de waterkwaliteit door schadelijke stoffen als pesticiden, herbiciden en zware metalen uit het regen- en grondwater te filteren.

### Recreatie en (eco)toerisme
Mangroven hebben een recreatieve functie en genereren in de vorm van (eco)toerisme inkomsten en werkgelegenheid voor lokale gemeenschappen. Vormen van ecotoerisme in mangroven zijn onder andere boottochten, kajakken, “boardwalks”, vuurvliegjes kijken, vogels spotten en sportvissen.

## Bedreigingen
Mangroven behoren tot de meest bedreigde ecosystemen ter wereld. Naar schatting zijn mangrovegebieden sinds de jaren 80 van de 20e eeuw wereldwijd met 30 tot 50% afgenomen. Mangroven worden voornamelijk bedreigd door directe ingrepen van de mens, zoals conversie naar aquacultuur en landbouw (bijvoorbeeld rijstvelden, kokosnoot- en oliepalmplantages), commerciële houtkap, productie van brandhout en houtskool, stedelijke uitbreiding en kustbebouwing. Ook de effecten van klimaatverandering tasten mangroven aan. Met name mangrovesoorten die voorkomen in de stroomopwaartse brakwatergebieden of in het hoge intergetijdengebied worden bedreigd. Deze soorten vereisen zoetwaterinvloeden en bezetten vaak gebieden die als eerste worden gebruikt voor landbouw en de aanleg van vis- en garnalenvijvers. Veel van de stroomafwaartse, laaggelegen soorten worden ook bedreigd, voornamelijk door economische ontwikkeling. UNESCO vraagt jaarlijks op 26 juli aandacht voor de bescherming van mangroves tijdens de Wereld Mangrove Dag.

### Aquacultuur
Aquacultuur, in het bijzonder garnalenteelt, vormt veruit de grootste bedreiging voor mangroven. Dit is met name het geval in Zuidoost-Azië. In landen met een grote visindustrie, zoals Indonesië, de Filipijnen, Thailand en Vietnam. Niet alleen worden mangroven gekapt, maar ook graven garnalenboeren kanalen om de vijvers te voorzien van zoet- en zeewater. Deze wateromleidingen veranderen de natuurlijke stroming van het water waardoor de zoetwatertoevoer wordt afgesneden, bodems uitdrogen en soorten worden blootgesteld aan een te hoog zoutgehalte: de bodem verzilt. Daarnaast gebruikt de intensieve garnalenteelt vaak grote hoeveelheden chemicaliën (onder andere pesticiden en ontsmettingsmiddelen) en antibiotica om de garnalen tegen ziektes te beschermen. Deze chemicaliën verontreinigen het water en verkorten de levensduur van de vijvers, waardoor ze worden verlaten en weer nieuwe vijvers in gebruik worden genomen.

### Landbouw
Rijstvelden, palmolieplantages en andere vormen van landbouw vormen een grote bedreiging voor mangroven. Ondanks dat de sociale, ecologische en economische waarden van mangroven wereldwijd worden erkend, worden ze nog steeds omgezet voor de teelt van handelsgewassen zoals rijst, kokos en palmolie. De omzetting naar landbouw kan leiden tot uitdroging en verzuring van de bodem, waardoor deze voor landbouw ongeschikt wordt. Daarnaast kunnen in de landbouw gebruikte herbiciden en pesticiden terechtkomen in de mangroven en zorgen voor acute en chronische gezondheidseffecten op de dieren die in het mangrovebos leven.

### Economische ontwikkeling
In kustgebieden zijn veel gebieden met mangrovebossen verloren gegaan door stedelijke uitbreiding, ontwikkeling van het toerisme en de bijbehorende infrastructuur. Met name in de Cariben, in Midden-Amerika en in delen van Zuidoost-Azië hebben mangroven plaats gemaakt voor onroerend goed, hotels en resorts, golfbanen en jachthavens. Dit veroorzaakt problemen zoals verslechterde hydrologie, kusterosie en vervuiling.
Daarnaast kan economische ontwikkeling ertoe leiden dat voor mangrove belangrijke rivieren worden afgedamd of omgeleid. Hierdoor treden ongunstige veranderingen op in watertemperatuur, zoutgehalte, filterende werking en sedimentatie die ongunstig zijn voor de mangroven. Een voorbeeld hiervan is de aanleg van de Farakkadam, omstreeks 1975 in India, in de rivier de Ganges, niet ver van waar deze Bangladesh binnenstroomt. De flink gereduceerde waterafvoeren hebben in Bangladesh negatieve invloed op irrigatiemogelijkheden, bevaarbaarheid van de rivier en de visserij. Daarnaast leidt het dieper landinwaarts opdringende zoute water tot degradatie van het grote Sundarbans mangrovegebied.

### Overmatige houtkap
In grote delen van de wereld worden mangroven gekapt voor de houtindustrie, vaak zonder effectief beheer en regelgeving. Dit laatste leidt tot niet-duurzame houtproductie en verminderende opbrengsten van het systeem als geheel. In gebieden waar de visserij achteruit is gegaan en niet meer genoeg opbrengt, zijn veel kustgemeenschappen overgeschakeld op houtskoolproductie voor hun levensonderhoud.

### Klimaatverandering
Klimaatverandering vormt een bedreiging voor alle mangrovesoorten. Mangrovebossen hebben een stabiele zeespiegel nodig om op lange termijn te overleven. Ze zijn daarom extreem gevoelig voor de huidige zeespiegelstijging als gevolg van de opwarming van de aarde. Met name de mangrovesoorten die landinwaarts groeien zijn kwetsbaar voor zeespiegelstijging, aangezien ze zich – mede door toenemende kustbebouwing – niet kunnen verplaatsen naar in het binnenland hoger gelegen terrein. De snelgroeiende en makkelijk te verspreiden Rhizophorasoorten kunnen zich beter aanpassen aan een stijgende zeespiegel dan de Bruguiera- en Xylocarpussoorten, die langzamer groeien en zich moeilijker voortplanten. Zeespiegelstijging betekent ook dat het zoute water dieper het mangrovegebied in gaat.

## Herstel van mangroven

### Herstelprogramma’s
Sinds de zware zeebeving in de Indische Oceaan van 2004 hebben veel overheden en niet-gouvernementele organisaties (NGO’s) initiatieven ontplooid om kustgemeenschappen te ondersteunen in het herplanten van mangrovebossen langs kaalgeslagen kusten. Deze herstelprojecten worden voornamelijk uitgevoerd in de mangrovegordels die dienen als barrière tegen stormvloeden. Enkele NGO’s zijn het Mangrove Action Project in Thailand en Blue Forests in Indonesië.
Een ander grootschalig mangroveherstelproject vindt plaats in Indonesië via een vorm van eco-engineering. Hier worden langs de kust van Demak (Noord-Java) halfdoorlatende houten dammen geplaatst waarachter sediment wordt ingevangen. In dit sediment kunnen vervolgens mangrovezaden ontkiemen waardoor op een natuurlijke manier weer een nieuw mangrovebos kan ontstaan. Het project plant geen mangrovesoorten aan, maar creëert de juiste omstandigheden om mangroven op een natuurlijke wijze terug te laten groeien. Daarnaast ontwikkelt het nieuwe economische perspectieven voor de lokale gemeenschappen om aquacultuur te verduurzamen. Vergelijkbaar werd in 2015 het Mangrove Rehabilitatie Project Weg naar Zee gestart in het kader van Surinaamse kustverdediging.
In de Filipijnen is een project gestart door de Zoological Society of London waarin mangrovegebieden worden beschermd, aangetaste mangrovegebieden worden herbeplant en verlaten of onderbenutte aquacultuur vijvers weer worden teruggevormd naar mangroven.
Naast genoemde voorbeelden wordt ook gewerkt aan innovatieve vormen van financiering voor mangroveherstel. Eén hiervan is het beschermen en herstellen van mangroven door middel van het betalen voor het gebruik van hun ecosysteemdiensten, ofwel Payments for Ecosystem Services (PES). Deze PES-schema’s zijn voornamelijk gericht op het vermogen van mangroven om koolstof vast te leggen. Op grond hiervan wordt mangroveherstel en -bescherming gefinancierd via CO2-emissiehandel, waarin landen en bedrijven betalen voor het uitstoten van broeikasgassen.

### Knelpunten bij mangroveherstel
Mangroveherstel verloopt vaak moeizaam vanwege ecologische en sociale knelpunten. Ten eerste worden mangrovesoorten vaak in de verkeerde ecologische zone geplant.
Herbebossing gaat het makkelijkst als men soorten plant met grote zaden die geen kwekerijfase nodig hebben. De laagste kustzones (de lage intergetijden – tot subtidale zones) hebben meestal de voorkeur omdat daar veel openbaar terrein ligt met weinig tot geen conflictsituaties. Maar juist daar groeien de meeste 'makkelijke' mangrovesoorten niet van nature. Zij overleven het niet in gebieden die te veel uren per dag onder water staan en waar de golfwerking te sterk is. In Zuidoost-Azië bijvoorbeeld zijn voornamelijk dichte monoculturen van Rhizophorasoorten langs de kust geplant vanwege hun grote, reeds aan de boom ontkiemende zaden die gemakkelijk te planten zijn. De Rhizophora heeft echter bovengrondse steltwortels die niet bestand zijn tegen de sterke golf- en windwerking aan de kustzijde. Avicennia- en Sonneratia-soorten zijn hier veel geschikter, aangezien deze beschikken over een uitgebreid netwerk van horizontale wortels, met daarop ademwortels die zich stevig onder het grondoppervlak verankeren. Avicennia marina en Sonneratia alba hebben echter kleine zaden die eerst in een kwekerij moeten worden opgekweekt. Daarnaast zijn de monoculturen van mangrovegordels vaak niet breder dan 100 meter en daardoor niet geschikt om sterke golven te bufferen. Ook elders worden soms ecologisch ongeschikte gebieden uitgekozen voor mangrove-aanplant, bijvoorbeeld gebieden die vaak nooit eerder of lange tijd niet beplant zijn geweest. Ten slotte worden andere kwetsbare ecosystemen zoals zeegrasvelden nog regelmatig beplant met mangrovesoorten.
Veel van de huidige mangroveprogramma’s zijn gericht op herbebossen van voormalige vis- en garnalenvijvers in kustzones. In de hogere zones liggen meestal (verlaten) garnalenvijvers die nog in particulier bezit zijn. Hier is het vanuit sociaal-politiek oogpunt vaak moeilijk deze weer om te vormen naar mangroven. Verder wordt het omzetten van mangroven naar aquacultuur vaak nog steeds gesubsidieerd en wordt duurzame aquacultuur nog niet gestimuleerd.

## Mangrovesoorten
De onderstaande lijst (naar Tomlinson, 1986) geeft het aantal soorten per geslacht en familie:

### Belangrijke families
- Familie Avicenniaceae
  -  Avicennia – 8 soorten
    - Avicennia marina (Grijze mangrove)
    -  Avicennia germinans (Zwarte mangrove)
- Familie Combretaceae
  - Laguncularia – 1 soort
    -  Laguncularia racemosa (Witte mangrove)

  -  Lumnitzera – 2 soorten
- Familie Arecaceae (Palmenfamilie)
  -  Nypa – 1 soort
    -  Nypa fruticans
- Familie Rhizophoraceae
  - Bruguiera – 6 soorten
  - Ceriops – 2 soorten
  - Kandelia – 1 soort
  -  Rhizophora – 8 soorten
    -  Rhizophora mangle (Rode mangrove)
- Familie Sonneratiaceae
  -  Sonneratia – 5 soorten

### Minder belangrijke families
- Familie Bombacaceae
  -  Camptostemon – 2 soorten
- Familie Euphorbiaceae
  -  Excoecaria – 2 soorten
- Familie Lythraceae
  -  Pemphis – 1 soort
- Familie Meliaceae
  -  Xylocarpus – 2 soorten
- Familie Myrsinaceae
  -  Aegiceras – 2 soorten
- Familie Myrtaceae
  -  Osbornia – 1 soort
- Familie Pellicieraceae
  -  Pelliciera – 1 soort
- Familie Plumbaginaceae
  -  Aegialitis – 2 soorten
- Familie Pteridaceae
  -  Acrostichum – 3 soorten
- Familie Rubiaceae
  -  Scyphiphora – 1 soort
- Familie Sterculiaceae
  -  Heritiera – 3 soorten

## Mangrove-ecoregio's
| Afrotropische ecozone     | Mangrovebossen van Centraal-Afrika (Angola, Kameroen, het Kongogebied, Equatoriaal-Guinea, Gabon, Ghana, Nigeria) Mangrovebossen van Oost-Afrika (Kenia, Mozambique, Tanzania) Guinese mangroven (Senegal, Gambia, Guinee-Bissau, Guinee, Sierra Leone, Liberia, Ivoorkust) Mangrovebossen van Madagaskar (Madagaskar) Mangrovebossen van Zuid-Afrika en Mozambique (Mozambique, Zuid-Afrika) |
| Australaziatische ecozone | Mangrovebossen van Nieuw-Guinea (Indonesië) |
| Indomaleisische ecozone   | Mangrovebossen van de Godavari en Krishna (India) Mangrovebossen van Indochina (Cambodja, Maleisië, Thailand, Vietnam) Mangrovebossen van de Indusdelta-Arabische Zee (Pakistan) Mangrovebossen van Myanmar (India, Maleisië, Myanmar, Thailand) Mangrovebossen van het Sundaplat (Brunei, Indonesië, Maleisië) Sundarbans (Bangladesh, India) |
| Neotropische ecozone      | Mangrovebossen van Alvarado (Mexico) Mangrovebossen van Amapa (Brazilië) Bahamaanse mangrovebossen (Bahama's, Turks- en Caicoseilanden) Mangrovebossen van Bahia (Brazilië) Mangrovebossen van Belize (Belize) Mangrovebossen van het Belizeaanse Rif (Belize) Mangrovebossen van Bocas del Toro-Bastimentos-San Blas (Costa Rica, Panama) Mangrovebossen van Venezuela (Venezuela) Mangrovebossen van Esmeraldes-Colombiaanse Grote Oceaankust (Colombia, Ecuador) Mangrovebossen van de Grote Antillen (Cuba, Dominicaanse Republiek, Haïti, Jamaica, Puerto Rico) Guyanese mangroven (Frans-Guyana, Guyana, Suriname, Venezuela) Mangrovebossen van de Golf van Fonseca (El Salvador, Honduras, Nicaragua) Mangrovebossen van de Golf van Guayaquil-Tumbes (Ecuador, Peru) Mangrovebossen van de Golf van Panama (Panama) Mangrovebossen van Ilha Grande (Brazilië) Mangrovebossen van de Kleine Antillen (Kleine Antillen) Mangrovebossen van Magdalena-Santa Marta (Colombia) Mangrovebossen van Manabí (Ecuador) Mangrovebossen van Maranhao (Brazilië) Mangrovebossen van de Marismas Nacionales-San Blas (Mexico) Mangrovebossen van de Mayacorridor (Mexico) Mangrovebossen van de Mexicaanse zuidkust aan de Grote Oceaan (Mexico) Mangrovebossen van de vochtige kust aan de Grote Oceaan (Costa Rica, Panama) Mangrovebossen van de Muskietenkust (Costa Rica, Honduras, Nicaragua) Mangrovebossen van de noordelijke droge kust aan de Grote Oceaan (El Salvador, Guatemala) Mangrovebossen van Honduras-Guatemala (Guatemala, Honduras) Mangrovebossen van Pará (Brazilië) Mangrovebossen van Petenes (Mexico) Mangrovebossen van Piura (Peru) Mangrovebossen van Ría Lagartos (Mexico) Mangrovebossen van de Rio Negro-Rio San Sun (Costa Rica, Nicaragua) Mangrovebossen van de Rio Piranhas (Brazilië) Mangrovebossen van de Rio São Francisco (Brazilië) Mangrovebossen van de zuidelijke droge kust van de Grote Oceaan (Costa Rica, Nicaragua) Mangrovebossen van Tehuantepec-El Manchon (Mexico) Mangrovebossen van Trinidad (Trinidad en Tobago) Mangrovebossen van Usumacinta (Mexico) |